# リーガロイヤルホテル東京
リーガロイヤルホテル東京（リーガロイヤルホテルとうきょう）は、東京都新宿区戸塚町にあるリーガロイヤルホテルグループのホテルである。

## 概要
1994年（平成6年）5月1日にリーガロイヤルホテル早稲田として開業した高級ホテルである。株式会社リーガロイヤルホテル早稲田（1993年7月設立、2002年3月清算）により運営されていたが、2001年（平成13年）10月に株式会社ロイヤルホテルに営業譲渡され、2002年（平成14年）４月にリーガロイヤルホテル東京に名称変更した。2016年（平成28年）2月には、株式会社ロイヤルホテルからリーガロイヤルホテル東京の事業が会社分割され、以後は新設された同社の子会社である株式会社リーガロイヤルホテル東京が運営を担っている。
早稲田大学が住友信託銀行（現・三井住友信託銀行）に対し土地信託を行い、同大学の敷地内に建設された。土地信託の契約期間30年を経過後に、土地と建物は早稲田大学の所有となる見込みである。
早稲田大学早稲田キャンパスの大隈庭園と新目白通りに面した場所にあり、ホテルと高田馬場駅との間には大阪本店と同様、送迎バスが運行されている。
構造は地上12階・地下2階建てである。客室は131室あり、そのうちスイートルームが1部屋用意されている。

## レストラン・バー
リーガロイヤルホテル東京のレストランとバーは、すべて1階にある。
- 中国料理 皇家龍鳳
- 京料理 たん熊北店  Directed by M.Kurisu
- 鉄板焼 みや美
- ダイニング フェリオ
- ガーデンラウンジ
- セラーバー